# Steffen Karl
Steffen Karl (Hohenmölsen, 3 febbraio 1970) è un ex calciatore tedesco, di ruolo difensore.

## Carriera

### Club
Karl cominciò la carriera con la maglia dello Hallescher prima e dello Stahl Hettstedt poi. A gennaio 1990, si trasferì al Borussia Dortmund, debuttando nella Bundesliga il 30 marzo successivo: subentrò a Günter Breitzke nella vittoria per 2-0 sul Waldhof Mannheim. Il 13 dicembre 1991, arrivò la prima rete, nel successo per 4-1 sullo Hansa Rostock. Nel 1994, passò in prestito agli inglesi del Manchester City.
Terminata questa esperienza, fu ceduto a titolo definitivo agli svizzeri del Sion. Un anno più tardi, rientrò in Germania per militare nelle file dello Hertha Berlino (dal 1995 al 1998) e al St. Pauli (dal 1998 al 2000). Fu poi ingaggiato dal Vålerenga, per cui esordì nella 1. divisjon in occasione del successo per 3-0 sullo Haugesund: subentrò a Pa Modou Kah nei minuti finali della sfida. Il 20 maggio arrivò la prima rete, nel 2-2 sul campo dell'Aalesund.
Nel corso dello stesso anno, si trasferì ai bulgari della Lokomotiv Sofia. Vestì poi la maglia dell'Adlershofer, poi dello Chemnitz. Con questa maglia, fu coinvolto nello scandalo del calcio tedesco del 2005: fu sospettato d'aver manipolato un incontro giocato nel maggio 2004, tra Chemnitz e Paderborn. Fu condannato a nove mesi di carcere, con sospensione della pena, e a otto mesi di squalifica dalla Deutscher Fußball-Bund (DFB). Giocò poi nel Fortuna Chemnitz, ritirandosi nel 2008.

### Nazionale
Karl partecipò al mondiale Under-20 1989, con la Nazionale di categoria della Germania dell'Est. Conta anche una presenza per la Germania under 21.